# Gebetshaus zum Leiden Christi (Wessum)

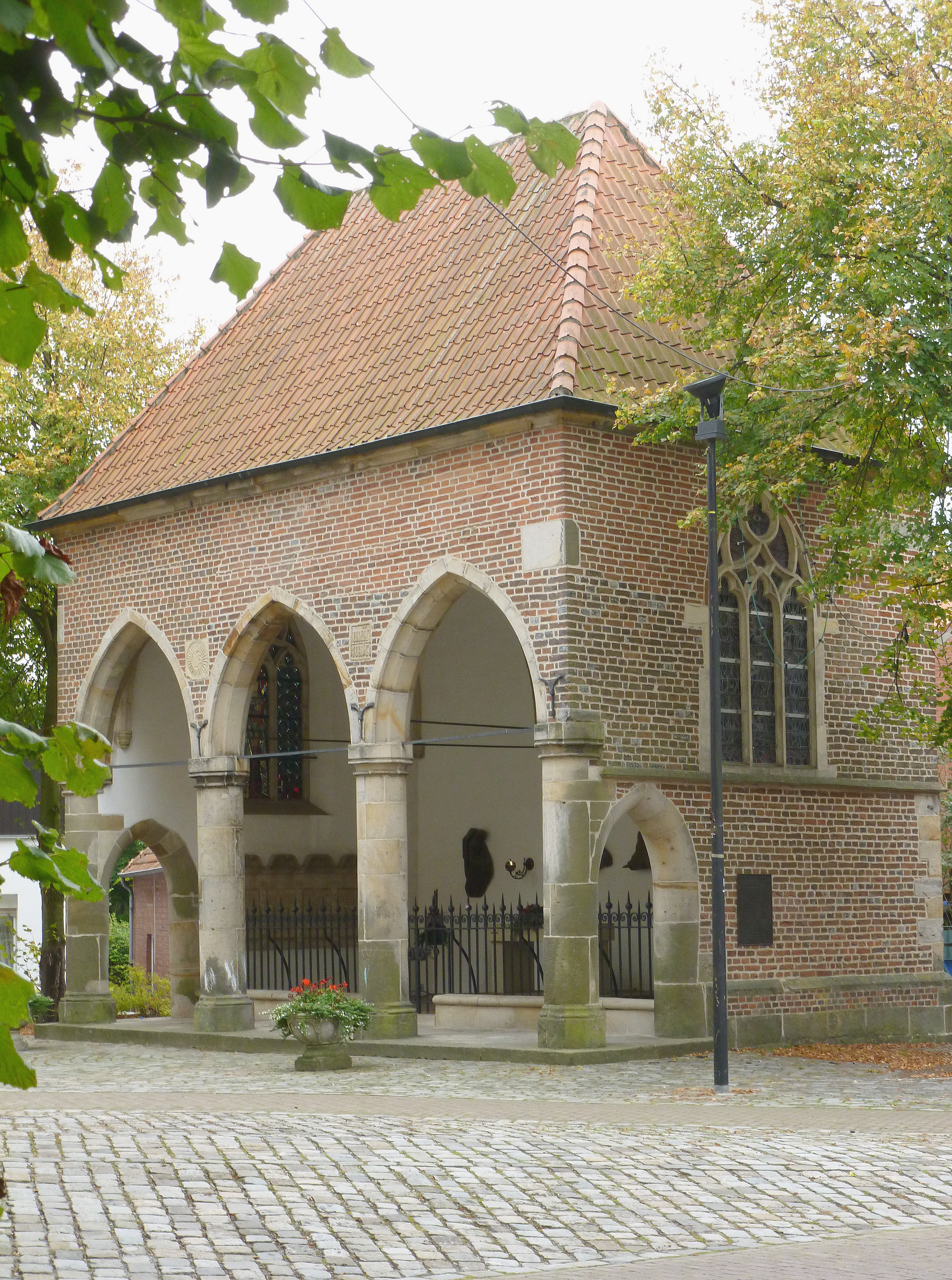
Ehemalige Gebetshalle, Ehrenmal

Das Gebetshaus zum Leiden Christi (auch: Oratorium) ist eine denkmalgeschützte gotische Kapelle am Kirchplatz in Wessum, einem Ortsteil von Ahaus im Kreis Borken (Nordrhein-Westfalen).

## Geschichte und Architektur
Das Gebäude ist ein querrechteckiger Backsteinbau mit Walmdach, der 1511 als dreijochige Halle errichtet wurde. Die Ostseite ist durch drei große Spitzbogenarkaden auf Rundpfeilern loggienartig geöffnet. An den Seiten befinden sich dreibahnige Maßwerkfenster und niedrige spitzbogige Durchgänge.
Die Kapelle wurde mehrfach umgebaut. Von 1814 bis 1899 wurde sie als Wohnraum genutzt, zu diesem Zweck wurde das Gewölbe ausgebaut. Bei dem Rückbau von 1899 wurde das Kreuzgewölbe erneuert.
Das Oratorium wurde seit 1921 als Kriegergedächtnisstätte genutzt und im Zweiten Weltkrieg stark beschädigt. Eine umfangreiche Renovierung wurde 1951 vorgenommen.